# Kanjermonument

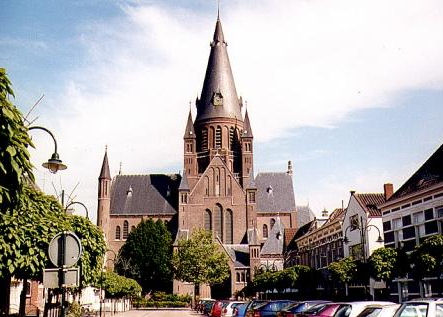
De St.-Gummaruskerk te Steenbergen is een van de kanjermonumenten.

Een kanjermonument is een beeldbepalend rijksmonument dat in de ogen van de overheid bijzondere subsidie verdiende. De term is in het jaar 2000 bedacht door staatssecretaris Rick van der Ploeg.

## Omschrijving
De gebouwen, kerken, kastelen en verdedigingswerken worden gezien als uniek in de Nederlandse cultuurgeschiedenis. De feestelijke plechtigheid rond de overhandiging van de eerste 'kanjersubsidies' vond plaats op 31 januari 2001 op locatie in Kampen, Steenbergen en in het statige Haagse Vredespaleis.
Om in 2000 als kanjer te worden aangemerkt golden naast een financieel criterium nog drie zwaarwegende cultuurhistorische criteria. De bouwwerken moesten voldoen aan stedenbouwkundige eisen; ze moesten een zekere publieksgerichtheid hebben waarvan het toerisme in de regio moest kunnen profiteren; en de grootschalige restauratie moest een investeringseffect voor het monument zelf of voor de omgeving teweeg brengen.
In verschillende tranches werd voor dit doel tot 2004 een bedrag van € 140 miljoen rijkssubsidie vrijgemaakt, terwijl ook bijdragen van het VSBfonds en andere fondsen werden benut. In totaal waren er 66 gebouwen, kerken, kastelen en verdedigingswerken als kanjermonument aangemerkt. De lijst omvatte bekende gebouwen als de Sint-Janskathedraal in 's-Hertogenbosch, de Beurs van Berlage in Amsterdam, het Vredespaleis in 's Gravenhage en de Van Nellefabriek in Rotterdam, maar ook panden als de Hervormde Kerk in Eck en Wiel en het Glaspaleis in Heerlen.

## Kritiek
In juni 2016 deden de provincies met een inventarisatie van knelpunten hun beklag bij minister Jet Bussemaker over het budget voor onderhoud aan rijksmonumenten. In 2012 werd de verantwoordelijkheid hiervoor overgedragen aan de provincies, maar deze stellen dat ze alleen al voor 36 van de kanjermonumenten in de komende vijf jaar zo'n € 373 miljoen nodig hebben.